# 5800 Pollock
5800 Pollock este un asteroid din centura principală, descoperit pe 16 octombrie 1982, de Antonín Mrkos.